# Saaremaa (eiland)
Saaremaa (Duits en Zweeds: Ösel) is een eiland voor de westkust van Estland. Het is het vierde grootste eiland in de Oostzee, na Gotland, Seeland en Funen. Het meet 2673 km² en in 2020 telde het 31.010 inwoners, waarvan 13.000 in de hoofdplaats Kuressaare.

## Vorm, ligging en verbindingen
In het zuidwesten van het eiland ligt het schiereiland Sõrve, in het noordwesten het schiereiland Tagamõisa. Ten oosten van Saaremaa ligt het eiland Muhu. Door de twee tot vier kilometer brede, ondiepe zeestraat Väike väin tussen de twee eilanden is een 2,7 kilometer lange dam aangelegd, die deel uitmaakt van Põhimaantee 10 (Hoofdweg 10). Deze loopt door naar de ferry tussen Muhu en de haven Virtsu op het Estische vasteland. Vanuit Triigi aan de noordkust wordt ook een veerdienst onderhouden met het eiland Hiiumaa. De zomerferry met Ventspils op het vasteland van Letland werd stopgezet in 2008.

## Bewoning en bebouwing
De hoofdplaats Kuressaare is ontstaan rond een burcht van het bisdom Ösel-Wiek en is vanouds bekend als kuuroord. Veel van de kleine plaatsjes op Saaremaa hebben zeer oude kerken (onder meer: Valjala, Karja, Pöide, Kaarma), die ook een verdedigingsfunctie hadden.

## Natuur en landschap
Saaremaa is dicht bebost. Kenmerkend voor de begroeiing zijn de talrijke jeneverbesstruiken. De kust is zeer gevarieerd met in het noorden bij Panga steile kliffen. De kust van Väike väin is juist vlak en het deel dat ten zuiden van de dam ligt, wordt gekenmerkt door eilandjes en zandbanken, die grotendeels een Natura 2000-gebied vormen.
Een opvallende geologische bezienswaardigheid op Saaremaa is Kaali, een groep van negen inslagkraters, iets ten zuiden van het midden van het eiland. Ze zijn aan het begin van het eerste millennium v.Chr. ontstaan door een meteorietinslag en de grootste heeft een doorsnee van 110 meter.

## Benamingen
De naam van het eiland, Saaremaa, betekent niet meer dan 'eiland' en dat geldt ook voor de Zweeds/Duitse naam Ösel.

## Bestuurlijke indeling
Saaremaa vormt met enkele kleine eilandjes eromheen de gelijknamige gemeente. Met Muhu en Ruhnu vormt het sinds oktober 2017 de provincie Saaremaa (Saare maakond).

## Sport
Op de hoogste sportniveaus komen veel ploegen uit de hoofdstedelijke regio, maar in het voetbal is FC Kuressaare al langere tijd actief in de Meistriliiga. Het is (naar Estische maatstaven) de enige professionele voetbalclub op het eiland.

## Bekende bewoners
- Fabian Gottlieb von Bellingshausen (1778-1852), Russisch marineofficier
- Viktor Kingissepp (1888–1922), oprichter van de Estische Communistische Partij
- Louis Kahn (1901-1974), Amerikaans architect
- Ott Tänak (1987), rallyrijder

## Afbeeldingen

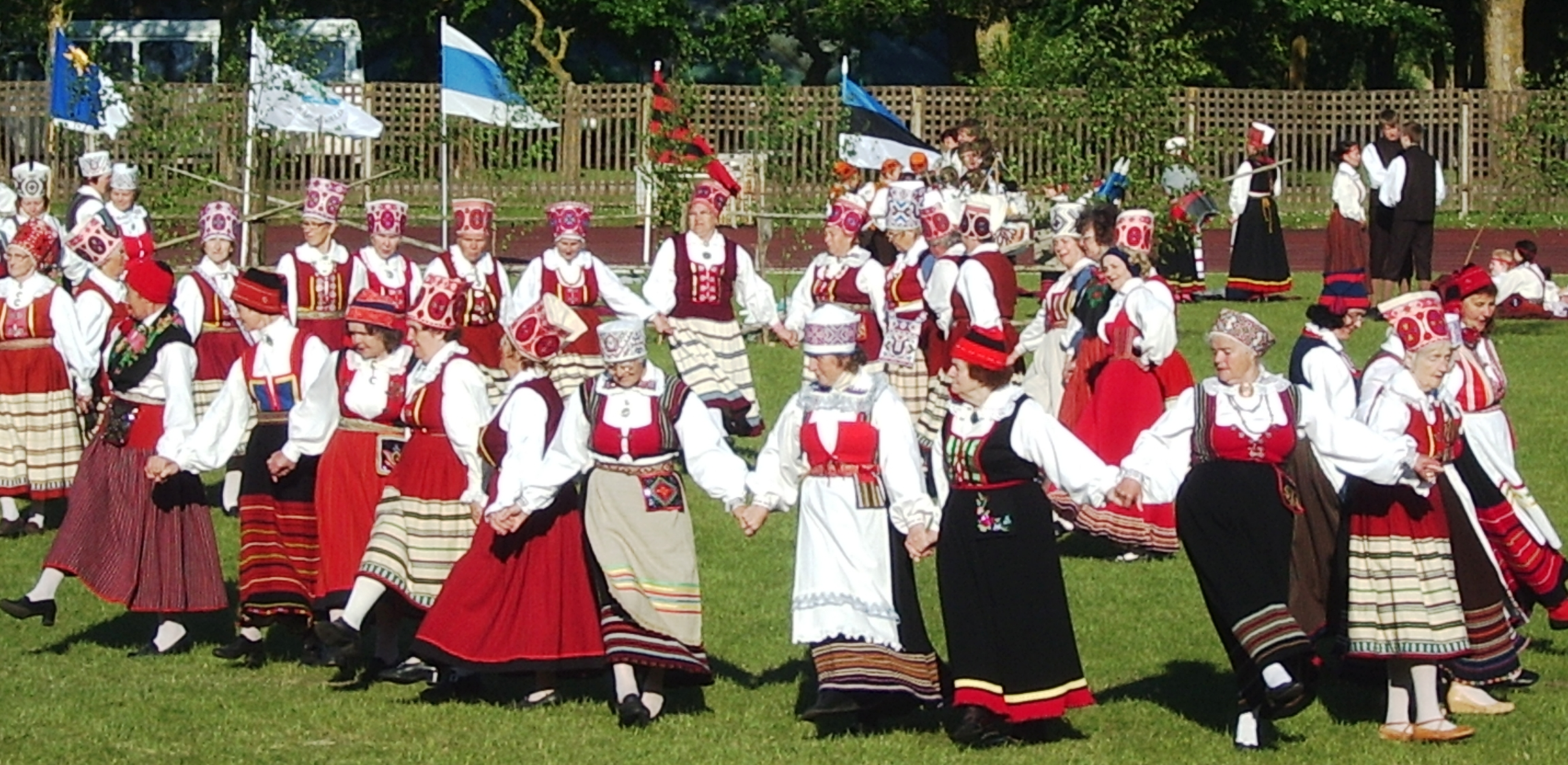
Plaatselijke klederdracht
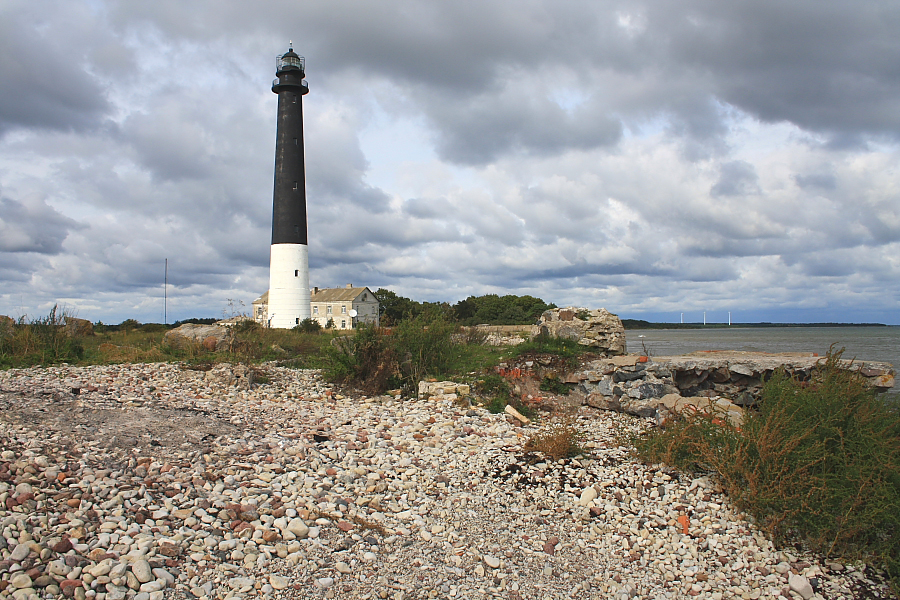
Vuurtoren van Sõrve
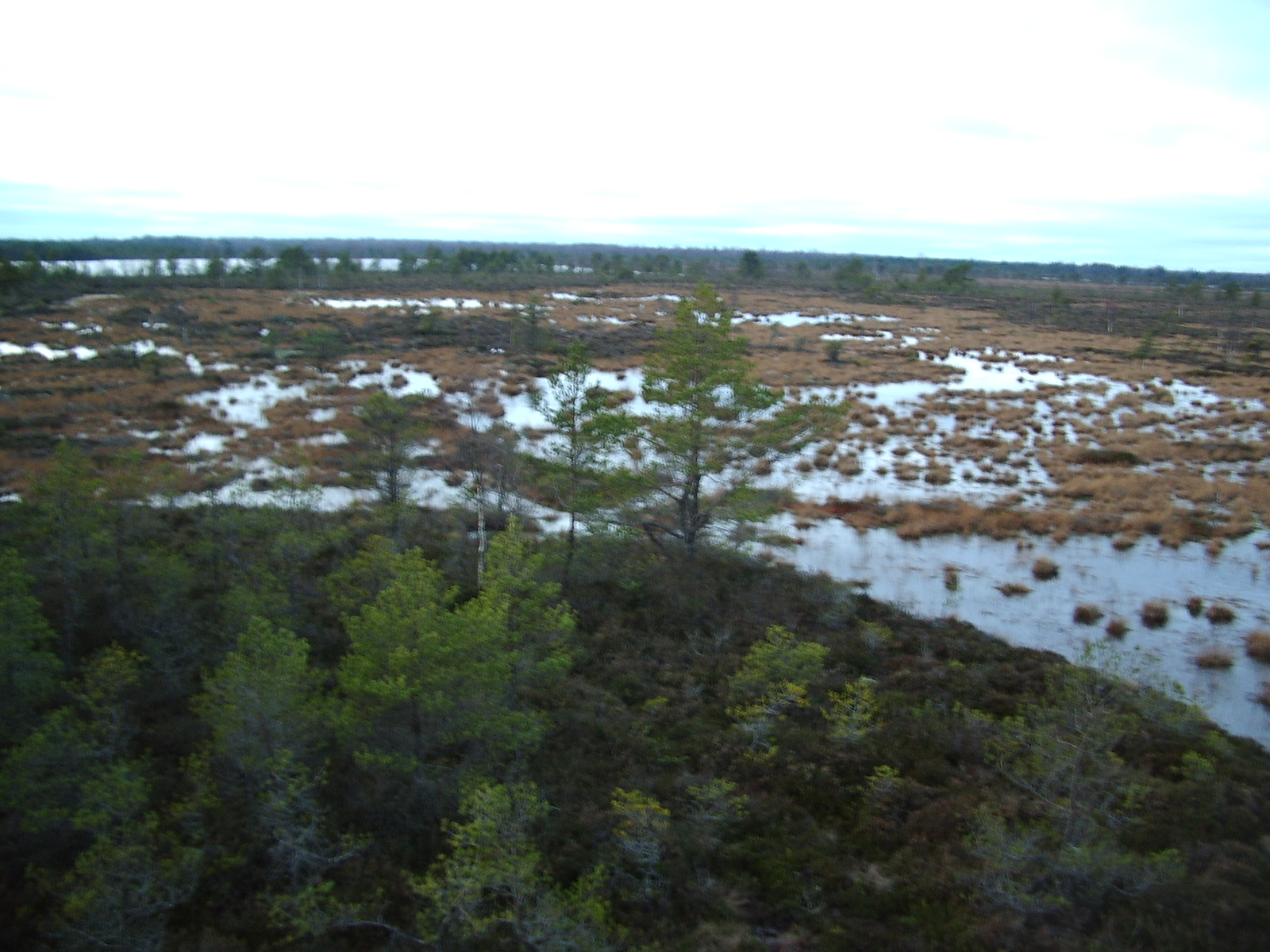
Koigi-moeras
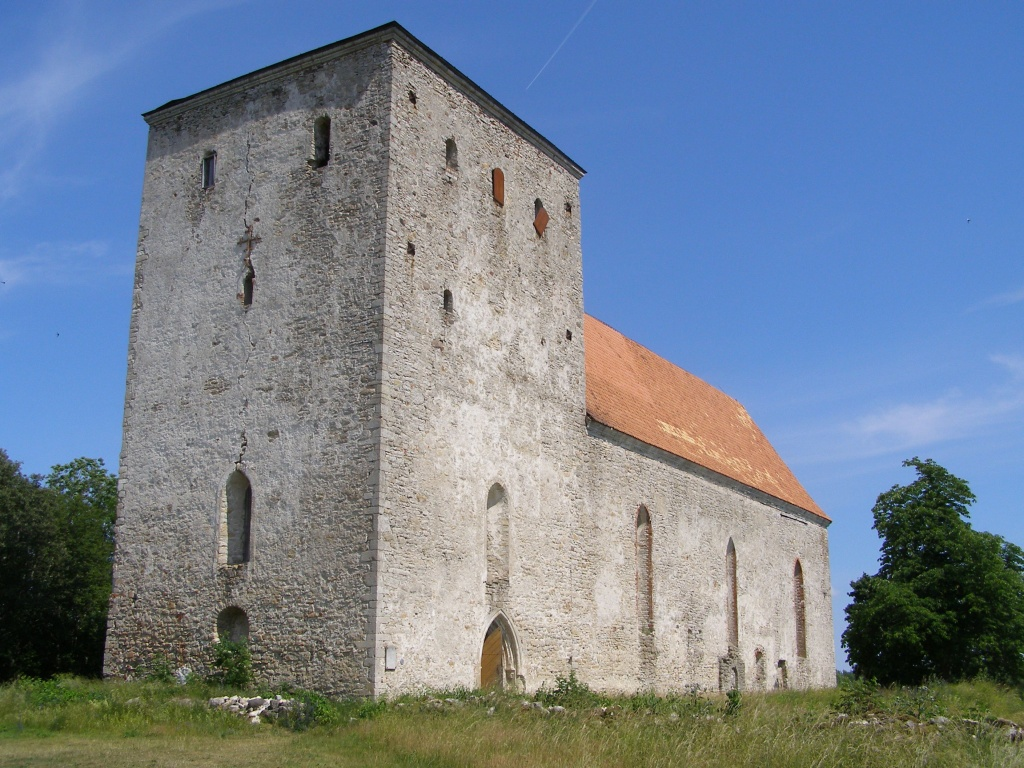
Kerk van Pöide